# Texinfo
 (septembre 2020).
Si vous disposez d'ouvrages ou d'articles de référence ou si vous connaissez des sites web de qualité traitant du thème abordé ici, merci de compléter l'article en donnant les références utiles à sa vérifiabilité et en les liant à la section « Notes et références ».
Texinfo est un langage de formatage de texte, c'est le langage de documentation officiel du projet GNU.
Il a été conçu par Richard Stallman et Robert Chassel (en).
Le programme est présentement maintenu par Gavin Smith.
Le but de GNU Texinfo est de fournir une façon simple de créer de la documentation logicielle. Il permet à partir d'un seul fichier source (.texi) de générer plusieurs types de document pour l'impression ou la lecture numérique.
GNU Texinfo s'appuie sur le logiciel TeX pour générer des documents PDF, DVI, HTML...
La génération de pages de manuel n'est pas possible, ce qui peut étonner dans la mesure où ce type de documentation est légion dans les systèmes de Type Unix. L'explication donnée est que les pages man sont utilisées en tant que référence rapide, alors que les documents générés par GNU Texinfo sont plutôt des tutoriels ou des documents de référence.

## Syntaxe
Par convention, les fichiers Texinfo ont pour extension .texi, .texinfo, .txi, ou .tex. 
Un fichier Texinfo contient au minimum :
```
\input texinfo
@settitle nom-du-document
@bye
```

- \input texinfo indique à TeX d'utiliser d'inclure le fichier texinfo.tex
- @settitle indique le titre du document
- @bye indique la fin du document